# 112 Iphigenia
112 Iphigenia este un asteroid din centura principală, descoperit pe 19 septembrie 1870, de Christian Peters.

## Denumirea asteroidului
Asteroidul a primit numele Iphigeniei, fiica lui Agamemnon și a Clitemnestrei, care a fost sacrificată zeiței Artemis.